# Eurotium spiculosum
Eurotium spiculosum är en svampart som beskrevs av Blaser 1976. Eurotium spiculosum ingår i släktet Eurotium och familjen Trichocomaceae.   Inga underarter finns listade i Catalogue of Life.